# Guerres suédo-polonaises
 (octobre 2007).
Si vous disposez d'ouvrages ou d'articles de référence ou si vous connaissez des sites web de qualité traitant du thème abordé ici, merci de compléter l'article en donnant les références utiles à sa vérifiabilité et en les liant à la section « Notes et références ».
Les guerres suédo-polonaises sont des conflits dynastiques entre les Vasa, protestants suédois, et la branche polonaise des Vasa, catholique. Ces guerres furent parfois des conflits régionaux, mais parfois de véritables guerres de coalition.
Il est possible de classer dans ces guerres suédo-polonaises :
- la Guerre nordique de Sept Ans (1563 - 1570)

- La Guerre polono-suédoise (1600-1629) où notamment en 1621 Gustave II Adolphe de Suède attaque la Pologne afin de prendre le contrôle de la Livonie, Riga est prise et devient la ville la plus importante de l'empire suédois.
- La Première guerre du Nord de 1655 à 1660
- La Grande guerre du Nord de 1700 à 1721
- La Quatrième Coalition (1806-1807)
- La guerre d'indépendance (1812-1814)